# جيف سوتون (رجل أعمال)
جيف سوتون (بالإنجليزية: Jeffrey Sutton) هو شخصية أعمال أمريكي يعمل في العقارات وهو ملياردير ولد في 1960 لعائلة من أصل سوري يهودي.